# Trilliarde
Eine Trilliarde ist ein Zahlwort, das für die Zahl 1000 Trillionen oder {\displaystyle 10^{21}}, eine Eins mit 21 Nullen, steht:
1.000.000.000.000.000.000.000
Eine andere Bezeichnung mit der Bedeutung „Trilliarde“ ist der Vorsatz Zetta.